# Соићиро Хонда
Соићиро Хонда (17. новембар 1906 – 5. август 1991) био је јапански инжењер и индустријалац који је 1948. године основао компанију Хонда која је до 1960. године производила само моторе, да би се касније преоријентисали и на производњу аутомобила, углавном за јапанско тржиште.

## Живот и рад
Хонда се родио у малом селу поред Хамамацуа у префектури Шизуока. Није био из имућне породице, али је поред оца који је био ковач и механичар који је поправљао бицикле одмалена развио интересовање за моторе. Када је одрастао отишао је у Токио, где је шест година радио у аутомеханичарској радионици где је стекао искуство, али где су му се и створиле прве амбиције око покретања сопственог посла. 
Вратио се кући и  отворио Техничко - истраживачки институт Хонда. Први Хондин производ били су моторизовани бицикли, са мотором од 50 кубика, узетим од генератора за радио опрему.
Након истека залиха Хонда је правила своју копију тих мотора, тако настаје први модел „Model A“ касније назван „Бата Бата“.
Институт Хонда ликвидиран је 1946. за 1 милион ¥, да би се од тог новца основала нова компанија под називом „Honda Motor Co., Ltd“, у исто време Соичиро Хонда је ангажовао инжењере Кихачира Кавашиму и Такеа Фуџисаву који су пружили свој допринос у пољу бизниса и маркетинга. Блиско партнерство између Хонде и Фуџисаве трајало је све док нису заједно одступили 1973. године.
Први мотоцикл комплетно произведен у компанији Хонда је „Model D“ из 1949. Хонда Моторс је за кратко време постала највећи светски произвођач мотоцикала.
Први аутомобил произведен у Хонди, 1963. био је „Т360“ мини пикап камион.